# District de Paris
Ne doit pas être confondu avec les 60 districts de Paris, subdivisions de la ville en 1789-1790.
Le district de Paris est une ancienne division administrative de l'ancien département français de Paris de 1790 à 1795.

## Création
Le 10 février 1790, l'Assemblée nationale constituante prit un décret particulier, relatif à la division du département de Paris, aux termes duquel : 

Le département de Paris sera divisé en trois districts, qui auront pour chefs-lieux Paris, Franciade (Saint-Denis) et Bourg de l'Égalité (Bourg-la-Reine) ; les deux derniers districts seront purement administratifs. 

Ce décret fut réitéré par le décret général, relatif à la division de la France en quatre-vingt-trois départements. 

Sanctionné par lettres-patentes, le 4 mars 1790, il devint la loi des 26 février – 4 mars 1790. 

Son titre II, Division du Royaume, comportait l'article suivant : 

Art. 60. — [Département de] Paris. — L'assemblée de ce département se tiendra dans la ville de Paris. Il est divisé en trois districts, dont les chefs-lieux sont : Paris, Saint-Denis, Le Bourg-la-Reine. Les districts de Saint-Denis et du Bourg-la-Reine seront seulement administratifs. 

[réf. souhaitée]

## Absence d'administration propre
Le 3 novembre 1790, l'Assemblée nationale constituante prit un décret qui attribua à la municipalité de Paris les fonctions de district.

Sanctionné par Louis XVI, le 5 novembre 1790, il devint la loi des 3–5 novembre 1790.

Il était rédigé comme suit :

Article premier. — La ville de Paris n'aura point d'administration de district.
Art. 2. — La municipalité de Paris fera, pour l'année 1791, la répartition des impositions directes de cette ville ; et si l'administration du département de la capitale juge à propos de confier cette répartition aux commissaires des sections, conformément à l'article 11 du titre IV du décret du 21 mai dernier sur l'organisation de la municipalité de Paris, cette disposition ne pourra avoir lieu qu'à partir de l'année 1792.
Art. 3. — L'administration du département, après avoir nommé son directoire, choisira, parmi les vingt-huit membres restant, cinq commissaires domiciliés à Paris, lesquels, dans les cas qui vont être déterminés, rempliront les fonctions attribuées aux directoires de district.
Art. 4. — Relativement aux contestations qui pourront s'élever sur la répartition des impositions directes et l'exécution des travaux publics, ordonnés par l'administration générale, les cinq commissaires exerceront les fonctions attribuées aux directoires de district, par les articles 1, 3 et 4 du titre XIV du décret du 16 août dernier sur l'organisation judiciaire.
Art. 5. — Dans le cas de l'article 5 du titre XIV du même décret, les particuliers qui se plaindront des torts et dommages procédant du fait personnel des entrepreneurs, et non du fait de l'administration, se pourvoiront d'abord par-devant les cinq commissaires, et ensuite devant le directoire de département, qui statuera en dernier ressort, lorsque les commissaires n'auront pu terminer l'affaire par voie de conciliation.
Art. 6. — La présence de trois des commissaires suffira pour former un résultat, lequel sera terminé à la majorité des voix.
Art. 7. — Le directoire administrera immédiatement les biens et domaines nationaux situés dans la ville de Paris, et pourvoira à l'exécution des décrets qui ordonnent et qui règlent le remplacement de la gabelle.
Art. 8. — La municipalité de Paris communiquera avec l'administration ou le directoire de département, sans intermédiaire des cinq commissaires ; l'administration ou le directoire du département pourra néanmoins charger exclusivement les cinq commissaires des examens ou vérifications qui pourront être utiles au service de l'administration générale.
Art. 9. — À l'exception des dispositions particulières ci-dessus, l'administration du département de Paris se conformera aux dispositions générales relatives aux administrations de département de tout le royaume.
L'Assemblée nationale [constituante] se réserve de statuer sur le mode de recouvrement et de perception des contributions directes de la ville de Paris, d'après le rapport qui lui sera fait par le comité des finances.

## Territoire
Le district de Paris était composé du canton de Paris.

### Délimitation

#### Inclusion de la partie intérieure de l'ancienne paroisse et communauté de Montmartre
Le mur dit des fermiers généraux avait scindé le territoire de la « paroisse et communauté de Montmartre » en deux parties : l'une, dite « Montmartre intérieur » ou « Montmartre en deçà des murs » ; l'autre, dite « Montmartre extérieur » ou « Montmartre hors-les-murs ».

Dès le mois de mars 1790, les députés du comité provisoire de « Montmartre hors-les-murs » demandèrent à Louis XVI l'autorisation de procéder à la formation de leur municipalité.

L'étendue du territoire de la nouvelle municipalité de Paris n'ayant pas encore été définie, le roi leur accorda seulement la permission d'organiser une municipalité provisoire, afin d'obvier à l'inconvénient grave alors d'être sans magistrats ni direction.

Les citoyens actifs de « Montmartre hors-les-murs », convoqués, conformément aux décrets de l'Assemblée nationale constituante, le 16 avril 1790, élurent une administration ainsi composée : un maire, un procureur de la commune, huit officiers municipaux et dix-huit notables.

Dans le même temps, les habitants du « Montmartre en deçà des murs », malgré les vives réclamations et les protestations de ceux du « Montmartre hors-les-murs », organisèrent entre eux, et sans autorisation, une administration particulière, qui tenait ses séances rue de la Tour-d'Auvergne. Ils élurent aussi un maire et des officiers municipaux. Mais cette commune fut éphémère. En effet, l'Assemblée nationale constituante prit, le 22 juin 1790, un décret « relatif à la formation de la municipalité de Montmartre ». Sanctionné le 25 du même mois, il devint la loi des 22–25 juin 1790. Il réunit le « Montmartre en deçà des murs » à la municipalité de Paris.

#### Exclusion du faubourg de Gloire et réunion de celui-ci à la municipalité de La Chapelle
Le mur des fermiers généraux avait scindé le faubourg Saint-Denis en deux parties : l'une, dite « intérieure » ou « en deçà des murs » ; l'autre, dite « extérieure » ou « hors-les-murs », mais plus connue sous le nom de « faubourg de Gloire ».

L'Assemblée nationale constituante prit, le 31 juillet 1790, un décret « qui réunit à la municipalité de La Chapelle la partie du faubourg Saint-Denis, à Paris, connue sous le nom de faubourg de Gloire ». Sanctionné par Louis XVI, le 3 août 1790, il devint la loi des 31 juillet–3 août 1790.

#### Inclusion des quinze toises en deçà des murs
L'Assemblée nationale constituante prit, le 19 octobre 1790, un décret « sur la fixation de l'étendue du territoire de la municipalité de Paris ». Sanctionné par Louis XVI, le 23 octobre 1790, il devint la loi des 19 = 23 octobre 1790. Il étendit le territoire de la nouvelle municipalité de Paris « jusqu'à la distance réservée de quinze toises pour l'isolement des nouveaux murs ».

#### Sort des autres dépendances de l'ancienne municipalité de Paris situées en deçà des murs
Le décret précité du 19 octobre 1790 exclut du territoire de la nouvelle municipalité de Paris des dépendances qui relevaient précédemment de la juridiction de l'ancienne.

Parmi ces dépendances, les suivantes furent réunies et constituèrent le territoire de la municipalité de Bercy : la Grande-Pinte, le Ponceau, la Vallée-de-Fécamp, la Grange-aux-Merciers, le Petit-Bercy et la rue de Bercy hors-les-murs.

Les autres dépendances distraites de la nouvelle municipalité de Paris furent respectivement réunis aux municipalités voisines : Vaugirard, Mont-Rouge (aujourd'hui : Montrouge), Gentilly, Ivry, Saint-Mandé, Charonne, Belleville, La Villette, La Chapelle, Clichy-la-Garenne et Passy.

### Subdivisions en sections
Le 22 juin 1790, l'Assemblée nationale constituante prit un décret divisant la municipalité et le district de Paris en 48 sections.

## Suppression du district de Paris
Le district de Paris et les autres districts existants furent supprimés par la Constitution du 5 fructidor an III (22 août 1795), notamment par ses articles 5, 174, 193 et 216. Son 5 disposait, en effet, en son alinéa 1er, que : « Chaque département est distribué en cantons, chaque canton en communes ». Son article 174 ajoutait que : « Il y a dans chaque département une administration centrale, et dans chaque canton une administration municipale au moins ». Son article 193 précisait, en son alinéa 1er, que : « Les administrations municipales sont subordonnées aux administrations de département, et celles-ci aux ministres ». Enfin, son article 216 disposait, en son alinéa 1er, que : « Il y a un tribunal civil par département ».

## Galerie

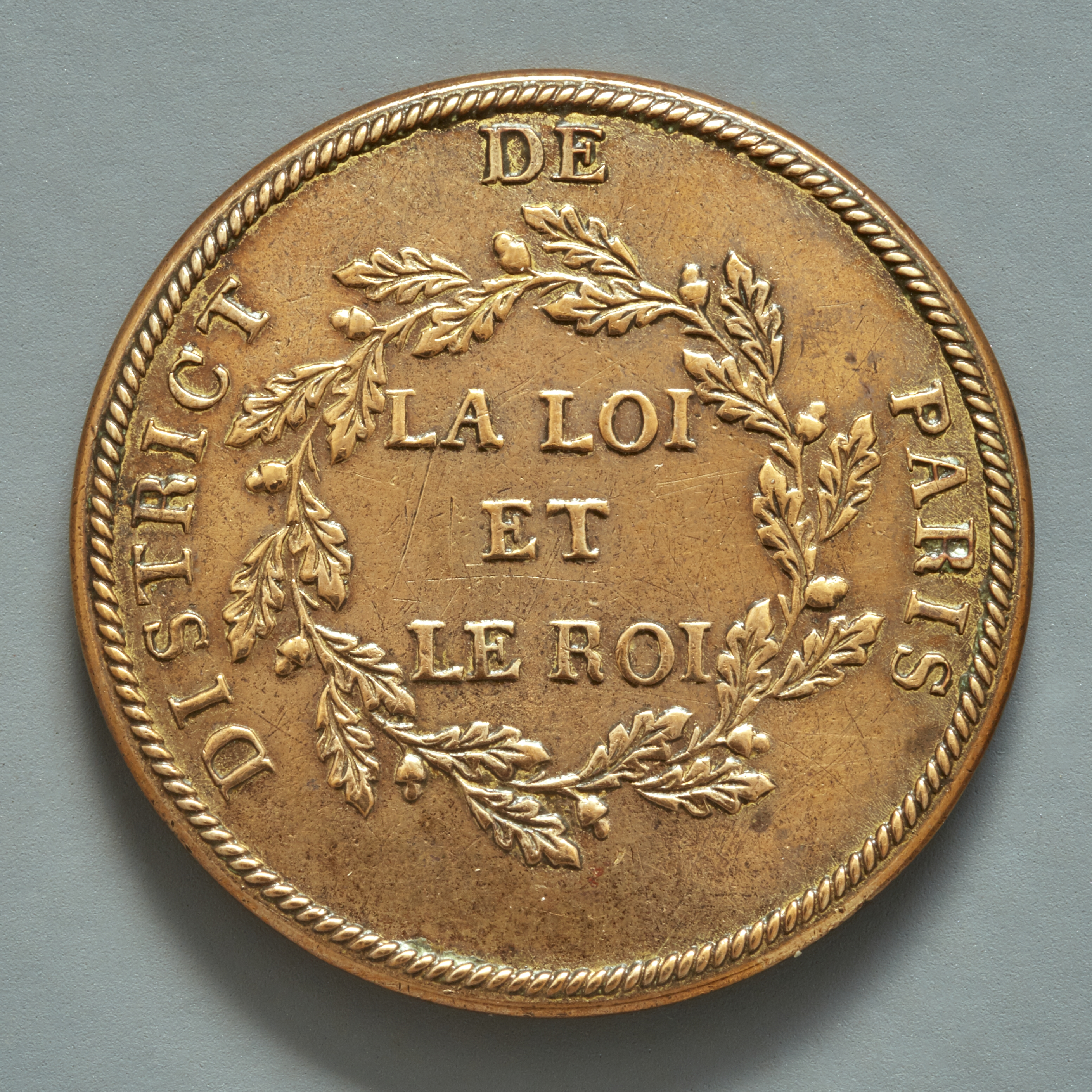
Bouton (musée Carnavalet) :  LA LOI ET LE ROI
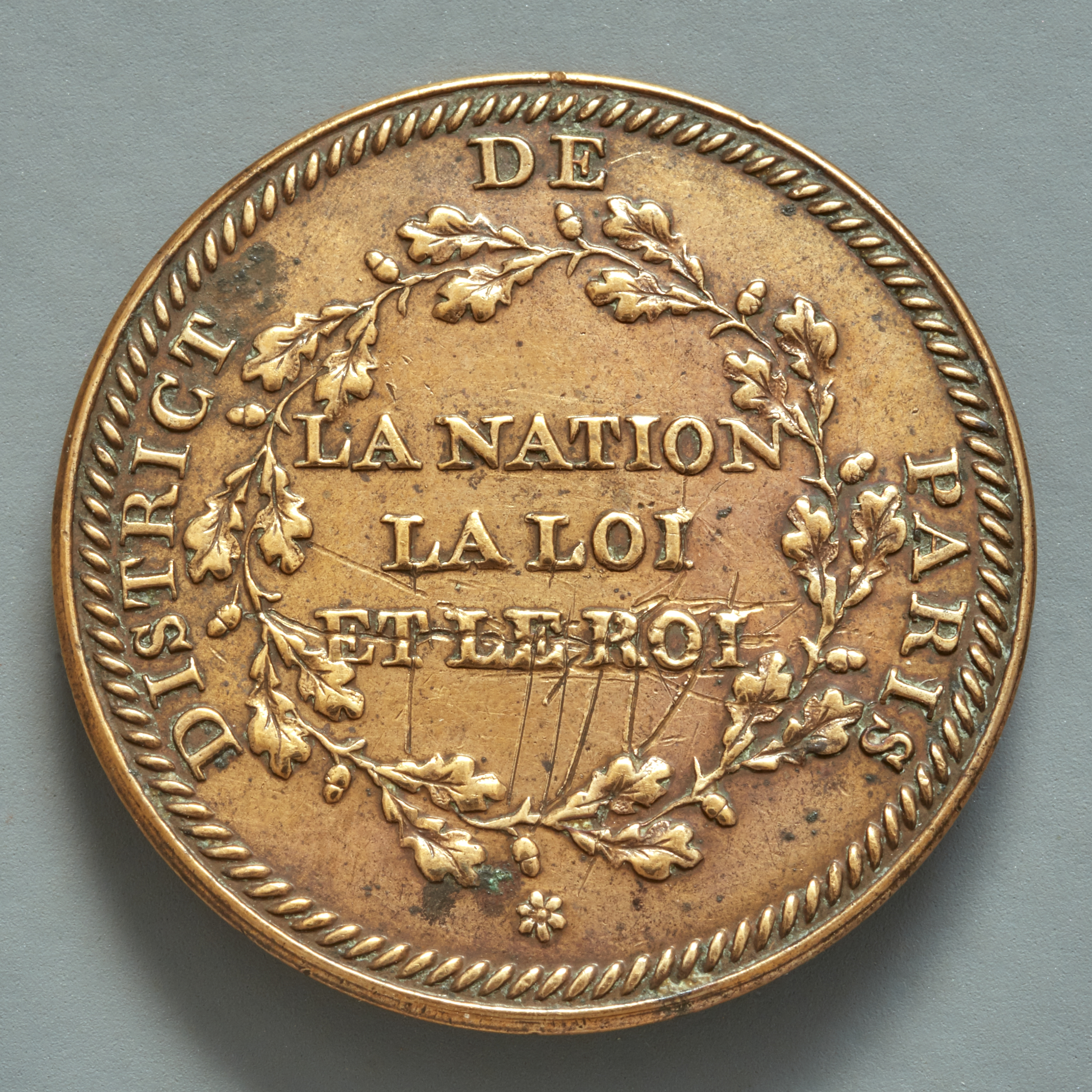
Bouton (musée Carnavalet)  : LA NATION LA LOI ET LE ROI